# Rumex cyprius
Rumex cyprius – gatunek rośliny należący do rodziny rdestowatych, występujący na Bliskim Wschodzie.

## Występowanie
W Izraelu gatunek ten występuje od Golanu i Doliny Hula na północy aż po Ejlat na południu. Preferuje tereny pustynne i stepy. Występuje także na Cyprze, w Egipcie, Iranie, Iraku, Syrii, Katarze, Jordanii, na północy Arabii Saudyjskiej.

## Systematyka
Rozróżnia się następujące podgatunki:
- R. c. coloratus
- R. c. conjungens
- R. c. cyprius
- R. c. subinteger
- R. c. vesceritensis